# Université Trinity Western c. British Columbia College of Teachers
Université Trinity Western c. British Columbia College of Teachers est un arrêt de principe de la Cour suprême du Canada rendu en 2001 concernant la liberté de religion et le pouvoir de contrôler les politiques d'écoles privées. 

## Les faits
L'université Trinity Western est une université chrétienne privée, qui a cherché à assumer l'entière responsabilité d'un programme de formation des enseignants qui existait déjà et qui était géré conjointement par Trinity Western et l'université Simon Fraser. L'école a demandé la certification appropriée au British Columbia College of Teachers (BCCT).
Le BCCT a rejeté la demande de Trinity Western au motif que la politique de normes communautaires de l'école, qui s'appliquait à tous les étudiants, professeurs et membres du personnel, interdisait le « comportement homosexuel ». Il a soutenu que cette politique était discriminatoire et qu'il ne serait pas dans l'intérêt public d'approuver la demande.

## Jugement de la Cour suprême
Le pourvoi du BCCT est rejeté par la Cour suprême dans une décision rendue à huit juges contre un. La Cour a statué que le Collège avait « agi inéquitablement » en rejetant la demande de Trinity Western et a accepté l'avis des tribunaux provinciaux inférieurs en déclarant qu'« en tenant compte des préceptes religieux de l’UTW au lieu de l’incidence réelle de ces croyances sur le milieu scolaire, le BCCT s’est fondé sur des considérations non pertinentes ». 
La Cour a en outre observé :« Rien dans les normes communautaires de l’UTW, qui ne font que dicter la conduite des gens qui fréquentent l’UTW ou qui y travaillent, n’indique que les diplômés de l’UTW ne traiteront pas les personnes homosexuelles d’une manière équitable et respectueuse. En effet, la preuve révèle que les diplômés du programme de formation des enseignants, offert conjointement par l’UTW et l’USF, sont devenus jusqu’à maintenant des enseignants compétents dans des écoles publiques, et notre Cour ne dispose d’aucune preuve de comportement discriminatoire de la part de l’un de ces diplômés. »

## Affaire similaire ultérieure
Par contre, dans l'affaire Trinity Western University c. Barreau du Haut‑Canada de 2018, où les faits étaient similaires (la politique de normes communautaires interdit aussi les relations sexuelles avant le mariage), mais l'enjeu cette fois-ci concernait l'agrément dans un ordre professionnel juridique, la Cour suprême a fait une distinction avec cet arrêt précédent, et c'est le Barreau de l'Ontario qui a remporté le litige.
La Cour a décidé que « la décision du Barreau du Haut‑Canada de ne pas agréer la faculté de droit proposée par TWU représente une mise en balance proportionnée de la restriction imposée aux protections religieuses conférées par l’al. 2a) de la Charte et des objectifs prévus par la loi que cherchait à poursuivre le Barreau du Haut‑Canada. La décision du Barreau du Haut‑Canada était donc raisonnable ».